# Felix Lampaert sr.

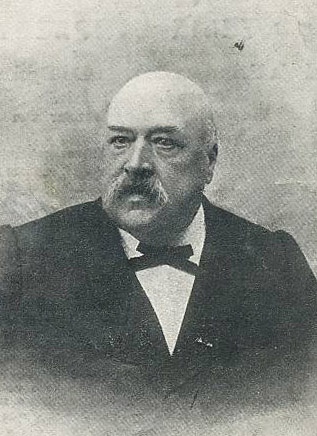
Felix Lampaert senior.

Felix Lampaert (Ursel, 23 oktober 1839 - Zomergem, 2 mei 1904) was een Belgische geneesheer en burgemeester van Zomergem.

## Generaties
Hij was de zoon van Ferdinand Lampaert die in het naburige Ursel brouwer en burgemeester was. Felix nam het Zomergems burgemeesterschap over van zijn schoonvader Pieter-Jan De Rijcke (1816-1897) en werd burgemeester van Zomergem van 1896 tot 1904. Hij was ook lid van de provincieraad van Oost-Vlaanderen.
Felix Lampaert stond aan het hoofd van enkele generaties bestuurders in Zomergem. Zoon Armand Lampaert werd schepen en kleinzoon Felix Lampaert jr. was burgemeester van 1953 tot 1971. Achterkleinzoon Luc Lampaert was burgemeester van Zomergem in de periode 1995-2000.